# Gabriel Porras
Carlos Gabriel Porras Flores (Ciudad de México, 13 de febrero de 1968) es un actor mexicano, más conocido por sus trabajos en telenovelas.

## Biografía
Es el mayor de tres hermanos, Marina Porras y Francisco Porras. Estuvo casado con la actriz venezolana Sonya Smith desde febrero de 2008 hasta el 24 de junio de 2013. Ambos residen en Miami, Florida. 
El 26 de junio de 2013, Gabriel Porras y su exesposa, Sonya Smith, anunciaron a los medios de comunicación que, por mutuo acuerdo, ponían fin a su relación matrimonial. Ambos pidieron respeto y dieron las gracias a todos los que han seguido su carrera.

## Carrera
Comenzó su carrera artística en TV Azteca en la telenovela Tres veces Sofía, al lado de Lucía Méndez. Ha trabajado también para la cadena Telemundo.
En 2010 Gabriel Porras y su esposa, Sonya Smith, firmaron contrato de exclusividad con Telemundo.
Coprotagonizó junto con la actriz Brenda Asnicar la telenovela Corazón valiente de 2012-2013. 
En 2013 iba a aparecer en la telenovela Marido en alquiler, de Telemundo; pero en México le ofrecieron participar en El señor de los cielos y aceptó la oferta.

## Filmografía

### Telenovelas
- El precio de amarte (2024), Jorge Nieto[1]
- El doctor del pueblo (2023), Mario[2]
- Esta historia me suena (2023), 1 episodio[3]
- Amores que engañan (2022), Roberto, Ep.: «Mía solo mía»[4]
- No te puedes esconder (2019), Carlos de la Cruz
- Al otro lado del muro (2018), Ernesto Martínez
- Milagros de Navidad (2017), José Vargas
- Jenni Rivera: Mariposa de barrio (2017), Pedro Rivera
- La fan (2017), Gabriel Bustamante
- Bajo el mismo cielo (2015-2016), Carlos Martínez
- Los miserables (2014-2015), Olegario Marrero, el Diablo / Rafael Montes
- El señor de los cielos (2013), Marco Mejía / Marco Cartagena Mejia
- Corazón valiente (2012-2013), Miguel Valdez
- La casa de al lado (2011-2012), Gonzalo Ibáñez / Iñaki Mora / Roberto Acosta
- La reina del sur (2011), Roberto Márquez, el Gato Fierros
- ¿Dónde está Elisa? (2010), Mariano Altamira
- El rostro de Analía (2008-2009), Ricardo «Ricky» Montana
- Sin senos no hay paraíso (2008-2009), Fernando Rey
- Madre Luna (2007-2008), Leonardo Cisneros
- Olvidarte jamás (2006), Diego Ibarra
- Prisionera (2004), Daniel Moncada #2
- El alma herida (2003-2004), Juan Manuel
- Ladrón de corazones (2003), Román
- Por ti (2002), José
- Tío Alberto (2000-2001), Pedro Franco
- Todo por amor (2000-2001), Alejandro
- Tres veces Sofía (1998-1999), Germán Lizarralde
- La casa del naranjo (1998), Damián
- Nada personal (1996), reportero

### Cine
- La misma Luna (2007), Paco
- Reaching the sea (2014)
- Unknowns (2012), detective Ramírez
- Hunted by Night (2010), Miguel
- Propiedad ajena (2007), José Inés
- Al fin y al cabo (2008), agente Wilson
- Equinoccio y la pirámide mágica (2007)
- La vida inmune (2006), Andrés
- La reportera salvaje (2006), José Luis Fernández
- La moral en turno (2005)
- Mi nombre es Ringo (2005), Ringo
- En el sofá (2005)
- Reflejos (2005)
- El fin del sur (2004), Emiliano Zapata
- Zapato (2004)
- Puerto Vallarta Squeeze (2004)
- Noche santa (2002)
- Perro negro (2001), Moncho
- Anacronías (2002)
- En un claroscuro de la Luna (1999), Olegario
- Clandestinos (1996)
- Próxima salida a 50 metros (1995)
- Quimera (1994)

### Programas de televisión
- Así se baila (2021), él mismo[5]
- El poder del amor (2003)
- Feliz navidad, mamá (2002), Mariano
- Cuentos para solitarios (1999), Javier

### Teatro
- Las quiero a las dos (2015), dirección: Luis Fernández

## Nominaciones y premios
| Año  | Categoría                                    | Telenovela          | Resultado          |
| ---- | -------------------------------------------- | ------------------- | ------------------ |
| 2012 | Mejor actor protagónico                      | La casa de al lado  | Nominado Venezuela |
| 2015 | El malo más bueno                            | Los miserables      | Nominado           |
| 2016 | Mejor actor protagónico                      | Bajo el mismo cielo | Nominado           |
| 2016 | La pareja perfecta (con Maria Elisa Camargo) | Bajo el mismo cielo | Nominado           |
| 2016 | El mejor actor con más mala suerte           | Bajo el mismo cielo | Nominado           |